# 洛高·史米
洛高·史米（2003年9月10日—）是克羅地亞職業足球員，司職前鋒，現效力於英冠球會卡迪夫城，並代表克羅地亞U21參加國際比賽。

## 球會生涯

### 薩格勒布火車頭
2020年8月16日，史米在薩格勒布火車頭以6–0大敗予薩格勒布戴拿模的比賽中後備上陣，完成地標戰。同年10月7日，他在對陣GAJ馬其的克羅地亞盃賽事中射入職業生涯首個入球，協助球隊以3–2取勝。2021年4月21日，史米在對陣的4–0勝仗中首次在聯賽入球，即為球隊射入兩球。他在職業生涯的首個球季在各賽事共為球隊上陣26次，射入四個入球，並協助球隊護級成功。

### 薩爾斯堡紅牛
2021年7月18日，奧超球隊薩爾斯堡紅牛宣布簽入史米，合約為期三年，轉會費為400萬歐元，超越了薩格勒布火車頭此前由轉會馬體會時創下的轉會費紀錄。史米隨即被外借到薩爾斯堡紅牛在奥乙的姊妹球會。同年7月30日，他在對陣的比賽中後備上陣，並在被換入後的兩分鐘內首次為球隊入球，令球隊以2–1小勝對手。
在他被外借到列弗寧期間，他亦有為薩爾斯堡紅牛的一隊和U19梯隊上陣，而他在奥乙中上陣九次，射入六球，以及在歐洲青年聯賽上陣兩次並射入兩球的表現，令球隊在同年10月10日與他續約至2025年。他在10月20日，薩爾斯堡紅牛對陣禾夫斯堡的歐聯小組賽賽事的比賽後段後備入替，完成球會一隊及歐聯地標戰。四天後，他在對陣的奧超比賽中再次於比賽末段後備上陣，首次在聯賽為球隊上陣。
史米在該賽季亦為薩爾斯堡紅牛U19在歐洲青年聯賽中上陣，並隨隊晉級決賽，球隊最終於決賽以0–5大敗予賓菲加。他在賽事中共射入七個入球，與效力米迪蘭特的馬迪斯·漢臣和亞柳·森斯並列賽事神射手。
2023年1月5日，史米被外借到瑞士超衛冕球隊蘇黎世，為期半季。同月21日，他在對陣盧塞恩的瑞士超比賽中上演地標戰，他在第77分鐘後備上陣，並隨即梅開二度，協助球隊以2–2逼和對手。
2023年9月20日，他在對陣賓菲加的歐冠比賽中首次於該賽事入球，協助球隊以2–0勝出。

### 卡迪夫城
2024年8月30日，英冠球會卡迪夫城宣布簽入史米，他與球會簽下一紙為期四年的合約。他隨即被外借到比利時職業聯賽球隊哥積克。

## 個人生活
史米是前職業足球員的四名兒子之一，他在父親效力AC米兰時於意大利米蘭出生。他的叔叔亦曾代表克羅地亞國家隊。

## 生涯統計

### 球會
最後更新：2024年2月24日
| 效力球會       | 球季     | 聯賽     | 聯賽 | 聯賽 | 國家盃賽 | 國家盃賽 | 洲際賽事 | 洲際賽事 | 其他 | 其他 | 總計 | 總計 |
| 效力球會       | 球季     | 聯賽     | 上陣 | 入球 | 上陣     | 入球     | 上陣     | 入球     | 上陣 | 入球 | 上陣 | 入球 |
| -------------- | -------- | -------- | ---- | ---- | -------- | -------- | -------- | -------- | ---- | ---- | ---- | ---- |
| 薩格勒布火車頭 | 2020–21  | 克甲     | 25   | 3    | 1        | 1        | 0        | 0        | —    | —    | 26   | 4    |
| 薩爾斯堡紅牛   | 2021–22  | 奧超     | 1    | 0    | 1        | 0        | 1        | 0        | —    | —    | 3    | 0    |
| 薩爾斯堡紅牛   | 2022–23  | 奧超     | 9    | 0    | 2        | 1        | 2        | 0        | —    | —    | 13   | 1    |
| 薩爾斯堡紅牛   | 2023–24  | 奧超     | 28   | 5    | 3        | 0        | 6        | 1        | —    | —    | 37   | 6    |
| 薩爾斯堡紅牛   | 總計     | 總計     | 38   | 5    | 6        | 1        | 9        | 1        | —    | —    | 53   | 7    |
| （外借）       | 2021–22  | 奥乙     | 24   | 19   | 0        | 0        | —        | —        | —    | —    | 24   | 19   |
| 蘇黎世（外借） | 2022–23  | 瑞士超   | 16   | 4    | 0        | 0        | —        | —        | —    | —    | 16   | 4    |
| 生涯總計       | 生涯總計 | 生涯總計 | 103  | 31   | 6        | 2        | 9        | 1        | 0    | 0    | 119  | 33   |

1. 1 2 3  於歐冠賽事上陣。

## 榮譽

### 球會
薩爾斯堡紅牛
- 奥地利足球超级联赛：2021–22（英语：2021–22_Austrian_Football_Bundesliga）、2022–23（英语：2022–23_Austrian_Football_Bundesliga）
- 奧地利盃：2021–22（英语：2021–22_Austrian_Cup）

### 個人
- 歐洲青年聯賽神射手：2021–22[15]

## 外部連結
- Soccerway資料庫：洛高·史米
- 洛高·史米克羅埃西亞足球總會網站（英語）